# 井上あさひ
井上 あさひ（いのうえ あさひ、1981年7月17日 - ）は、NHKのアナウンサー。

## 人物・略歴
- 岡山県玉野市出身。私立岡山高等学校[1]、お茶の水女子大学文教育学部人間社会科学科卒業[2]。2004年に入局、初任地は鳥取放送局。
- 高等学校在学中は野球部のマネージャーだった[3]。中学と大学では箏曲（）部に所属し、中学では全国大会3位入賞している。
- 大学進学当初は小学校教員になるという希望があった。同時にアナウンサーという希望もあったが、「周りには無理だと思われる」と思い、恥ずかしくて言えなかったというが「（両方の希望とも）ずっと五分五分くらいで情熱があった」と言う。アナウンサーを目指すようになったのは、NHKの先輩の三宅民夫が出ていた『NHKニュース おはよう日本』を毎朝見ていて「今日も一日頑張ろう」と思えたことだったという[4]。
- 鳥取と広島の両放送局で地上デジタル放送推進大使を務めた。岡山県出身ということもあり、中国地方全域の地域番組で起用される機会も多く、地デジ大使としては民放各局の女性アナウンサーとともに広報活動をする。CMでは広島東洋カープのユニフォームを着用して地デジ放送開始をPRした。プライベートでもカープファンであることを公言している[5]。
- 趣味は2人の甥と遊ぶことと箏。人の顔を覚えることは得意であるが名前を覚えることは苦手。小学校と中学校の教育職員免許状を取得している[6]ことから、「アナウンサーになっていなかったら、小学校の教師になっている」と明言している。
- ふだんからラジオを聴く事が多く、TBSラジオ『伊集院光 深夜の馬鹿力』をタイマー録音して欠かさず聴いており、伊集院光本人に番組のファンである事を伝えている[7]。

## 出演
☆印は現在出演（担当）中。

### 広島放送局時代（2006年度 - 2008年度）
- お好みワイドひろしま（キャスター：2006年度 - 2008年度）
- 着信御礼!ケータイ大喜利（2006年5月22日、2010年4月4日および11日。いずれも前日深夜）
- お元気ですか日本列島（中国地方のニュース：2008年4月14日 - 2009年1月）
- 百歳バンザイ!スペシャル「人生はチャンジだ!」（進行：2008年9月15日）
- にっぽんの食 ふるさとの食（2009年3月7日、総合テレビ 10:05 - 11:54）

※全国放送。日本農業賞授賞式連動特別編として放送され、イベント会場からの中継を担当した。

### 東京アナウンス室時代（1度目）（2009年度 - 2014年度）
- おーい、ニッポン私の・好きな・鳥取県（東京転勤後）
- ことばおじさんのナットク日本語塾アナウンサーの方言ファイル（岡山の言葉担当）
- 熱中時間シリーズ（2009年度）
- 産地発!たべもの一直線（2009年度 - 2010年度）
- いのちドラマチック
- 大河ドラマ『平清盛』（清盛紀行ナレーション：2012年1月8日 - 2012年12月23日）
- ニュースウオッチ9（キャスター：2011年度 - 2014年度）[8]
- あの人に会いたい（ナレーション：2014年度）

### 京都放送局時代（2015年度 - 2016年度）
- NEWS WEB（キャスター：月1回[9][10]、2015年6月26日 - 2016年3月18日）
- 趣味どきっ!「茶の湯 表千家〜はじめて楽しむ茶の湯〜」（Eテレ、2016年2月・3月期）全8回 - 聞き手
- ニュース630 京いちにち（リポーター：2015年度 - 2016年度）
- 京都ニュース845（キャスター：2015年度 - 2016年度）
- クローズアップ現代+（キャスター：2016年度）
- ワイルドライフ（ナレーション：BSプレミアム）
- 歴史秘話ヒストリア（2016年度 - 2018年度）[11]

### 東京アナウンス室時代（2度目）（2017年度 - 2024年度）
- NHKニュース7（土日祝キャスター：2017年度 - 2018年度）[12]
- ニュースきょう一日（メインキャスター：2019年4月1日 - 2021年3月26日）[13]
- 音の風景（ナレーション）[14][15]
- ゆく時代くる時代〜平成最後の日スペシャル〜「ついに“時代越し”!」（2019年4月30日）
- 今日は一日“音の風景”三昧（2019年9月16日）
- 祝賀御列の儀（皇居宮殿から中継：2019年11月10日）
- 日曜討論（司会：2021年4月4日 - 2022年3月27日）
- ヒューマニエンス 40億年のたくらみ（進行：2021年4月1日 - 2022年3月）
- ヒューマニエンスQ（クエスト）（進行：2022年4月6日 - 6月22日、2023年1月9日[注釈 1] - 3月20日）
- 映像の世紀 バタフライエフェクト（進行役 パイロット版2022年1月11日）
- きょうの健康（進行：2024年4月 - 2025年3月）
- ふぞろいのエジソンたち（ナレーション：2024年6月16日）
- 朗読の世界　須賀敦子『ミラノ　霧の風景』（2025年2月24日 - 3月21日、NHK-FM） - 朗読[16]

### 岡山放送局時代（2025年度 - ）
- もぎたて!（メインキャスター）（月曜 - 水曜：2025年3月31日 - ）[17]☆

### その他
- 『日刊スポーツ芸能欄コラム「アナグラ」』（2010年5月水曜担当）